# 15671 Suzannedébarbat
15671 Suzannedébarbat eller 1977 EP6 är en asteroid i huvudbältet som upptäcktes den 12 mars 1977 av de båda japanska astronomerna Hiroki Kōsai och Kiichirō Furukawa vid Kiso-observatoriet i Japan. Den är uppkallad efter astronomen Suzanne V. Débarbat.
Asteroiden har en diameter på ungefär 17 kilometer och den tillhör asteroidgruppen Hilda.